# 1.1.1.1
1.1.1.1은 미국의 기업 Cloudflare가 아태지역 네트워크 정보센터(APNIC)와 파트너십을 맺고 운영되는 무료 도메인 네임 시스템(DNS) 서비스이다. 이 서비스는 인터넷상의 호스트를 위한 도메인 이름 변환을 제공하는 반복 이름 서버의 기능을 한다. 이 서비스는 2018년 4월 1일에 발표되었다. 2018년 11월 11일에 Cloudflare는 안드로이드와 iOS를 위한 1.1.1.1 서비스의 모바일 애플리케이션을 발표했다. 2019년 9월 25일에 Cloudflare는 오리지널 1.1.1.1 모바일 애플리케이션의 업그레이드 버전인 WARP를 공개했다.

## 같이 보기
- DNS over HTTPS
- DNS over TLS
- IPv4